# Marriage on the Rocks/Rock Bottom
Marriage on the Rocks/Rock Bottom es el cuarto álbum de estudio de la banda estadounidense de hard rock The Amboy Dukes, publicado en 1970 por Polydor Records. Para la grabación de este disco el tecladista Andy Solomon se encargó de aportar la mayoría de las voces, con Ted Nugent encargándose de los coros.

## Lista de canciones
Todas compuestas por Ted Nugent, excepto donde se indique.
1. "Marriage" – 9:02
  1. "Part 1: Man"
  2. "Part 2: Woman"
  3. "Part 3: Music"
2. "Breast-Fed Gator (Bait)" – 2:52
3. "Get Yer Guns" – 4:23
4. "Non-Conformist Wilderbeastman" – 1:25
5. "Today's Lesson (Ladies & Gentlemen)" – 5:30
6. "Children of the Woods" – 8:27
7. "Brain Games of Yesteryear" – 3:42
8. "The Inexhaustible Quest for the Cosmic Cabbage" (Andy Solomon, Robert C. Solomon) – 10:05

## Créditos
- Ted Nugent – guitarra, voz
- Andy Solomon – teclados, voz, saxo
- Greg Arama – bajo
- Dave Palmer – batería